# Réserve naturelle nationale de la vallée d'Eyne
La réserve naturelle nationale de la vallée d'Eyne (RNN113) est une réserve naturelle nationale située en Occitanie. Classée en 1993, elle occupe une surface de 1 177,31 hectares et protège la partie supérieure de la vallée d'Eyne.

## Localisation
Le territoire de la réserve naturelle est dans le département des Pyrénées-Orientales, sur la commune d'Eyne. S'étageant de 1 700 m à 2 800 m d'altitude, il occupe 58 % de la surface de la commune soit 1 177,31 hectares. La partie basse du territoire se trouve à proximité immédiate du village d'Eyne. L'extrémité sud-est touche la frontière espagnole sur environ 2 km en passant en particulier au col de Nuria (2683 m) qui permet de rejoindre la vallée de Nuria.
La partie nord du site s'appuie sur le versant méridional du Cambre d'Aze puis la limite rejoint respectivement la tour et le pic d'Eyne qui constitue l'angle sud-est. Le côté sud-ouest de la réserve suit la crête à partir du pic de Finestrelles.

## Histoire du site et de la réserve
La vallée d'Eyne a vécu une occupation agropastorale depuis plusieurs milliers d'années. Des périodes de charbonnage et de four à chaux l'ont aussi marquée. Mais sa notoriété tient principalement à sa flore. Depuis le XVIIIe siècle, un grand nombre de botanistes célèbres comme Augustin Pyrame de Candolle ou Hippolyte Coste ont herborisé sur le site. Ils ont ainsi contribué, avec le temps, à forger la réputation de cette vallée, qui a abouti au classement en réserve naturelle nationale en 1993.

## Écologie et biodiversité
L'étagement du site fait côtoyer différents milieux (forêt de pins, landes et éboulis) avec un fort contraste entre les versants.

### Flore
La flore des éboulis compte le Crépis pygmé, l'Ibéris spatulé, le Pavot des Alpes pour les milieux calcaires et le Chardon fausse carline, le Séneçon à feuilles blanches, le Persil des isards pour les milieux siliceux. Les sources abritent la Saxifrage aquatique, la Saxifrage faux-aizoon et la Grassette.

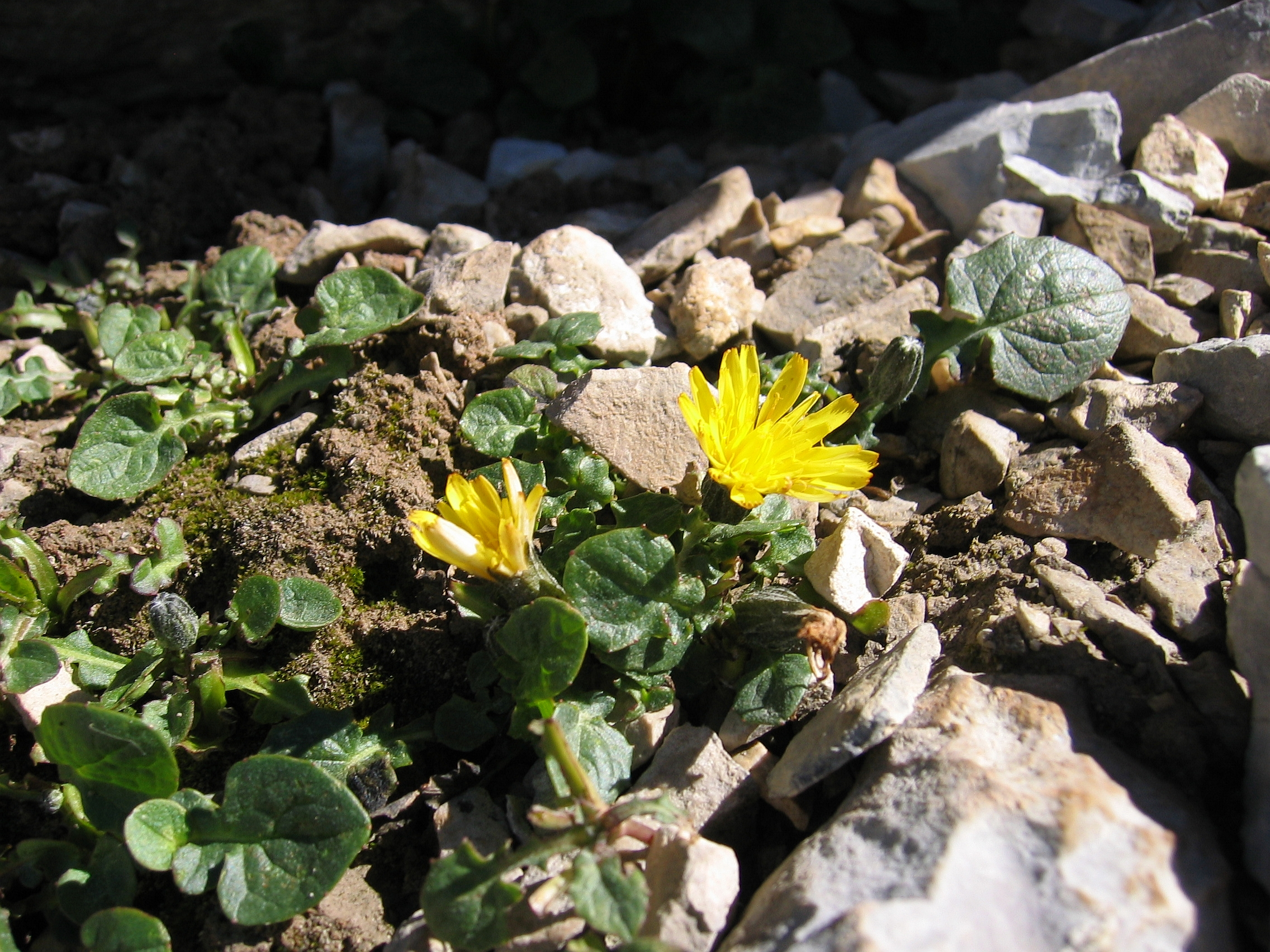
Crépis pygmé
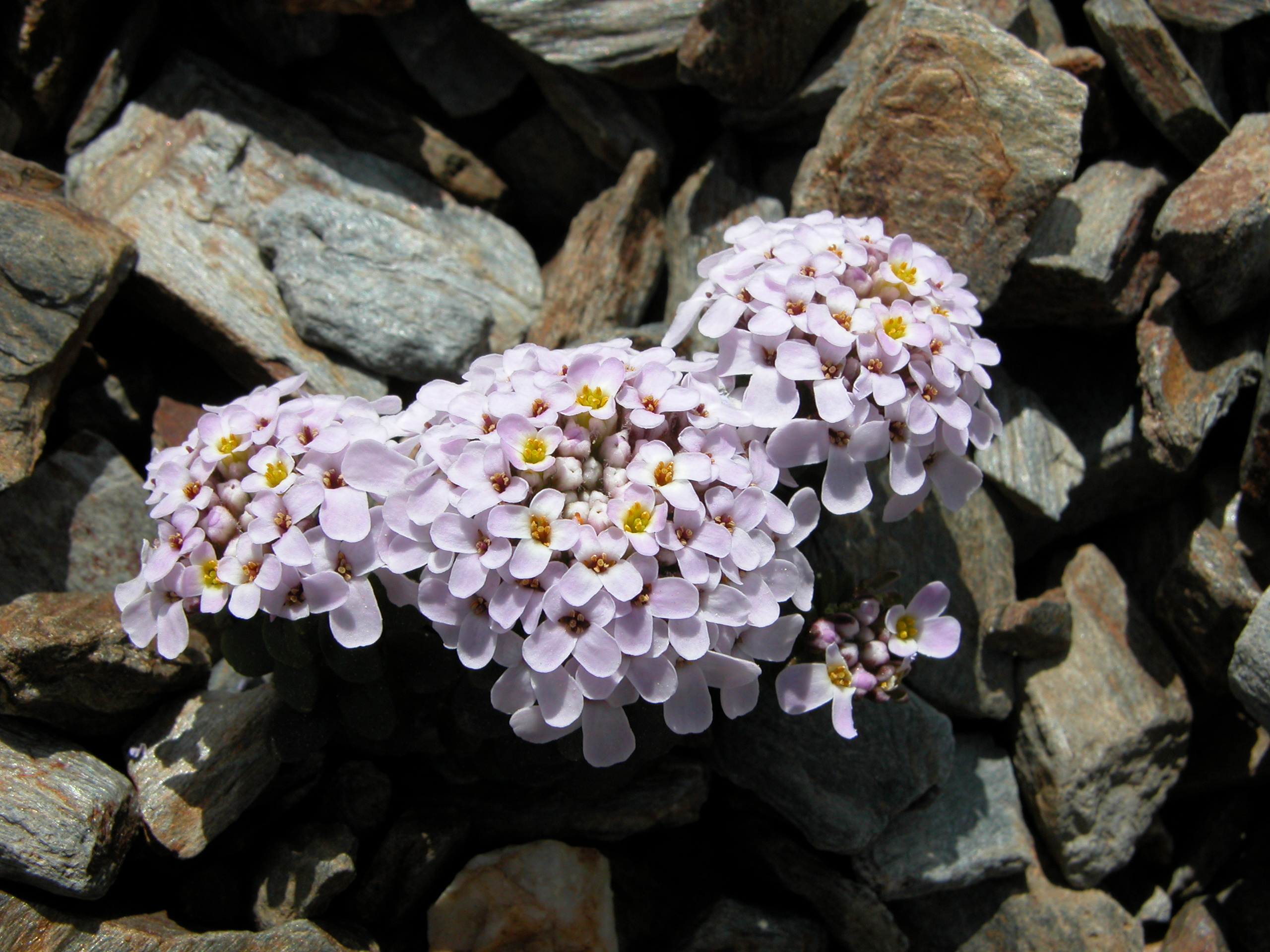
Ibéris spatulé (photo prise dans la vallée d'Eyne)
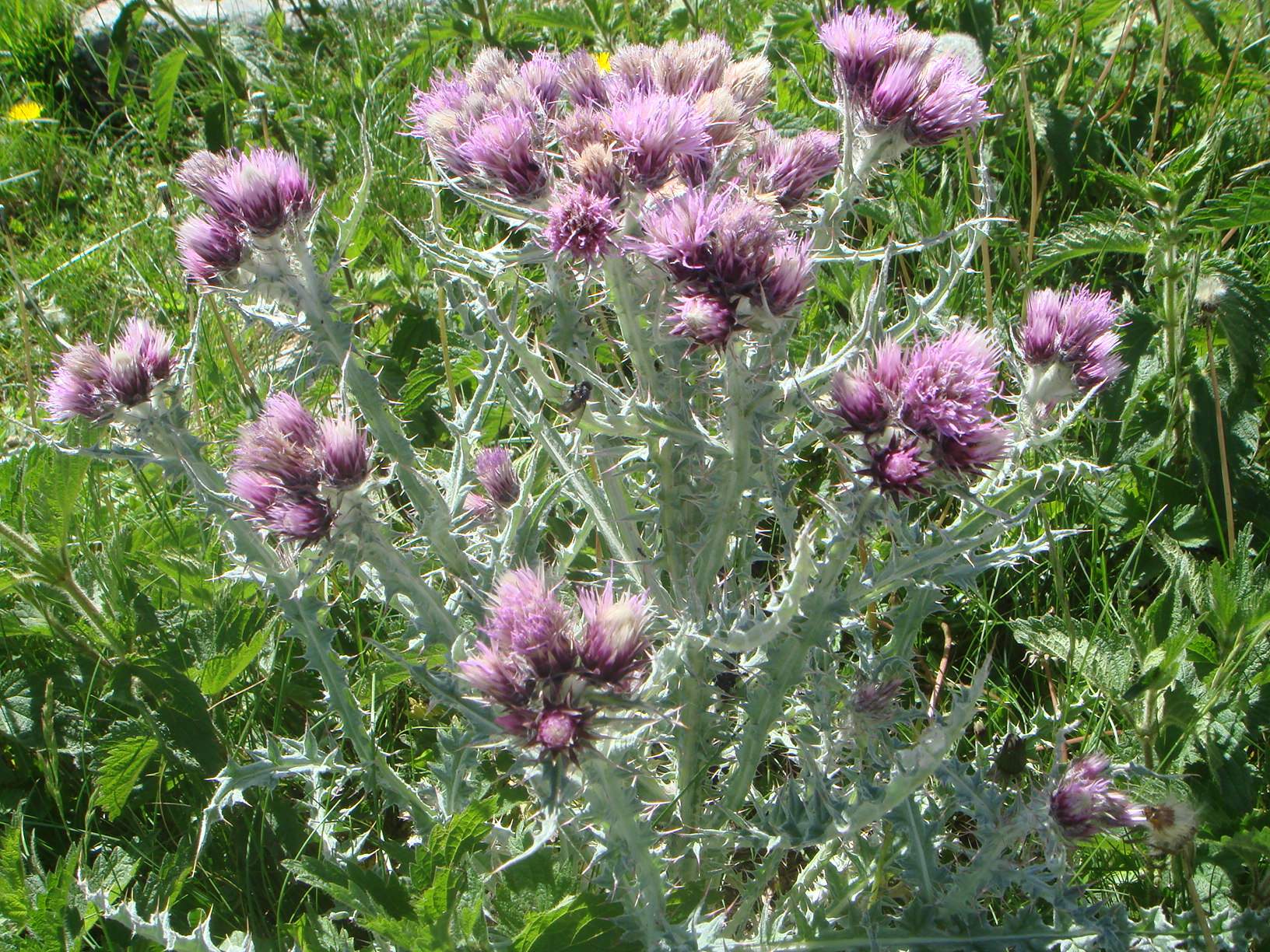
Chardon fausse carline
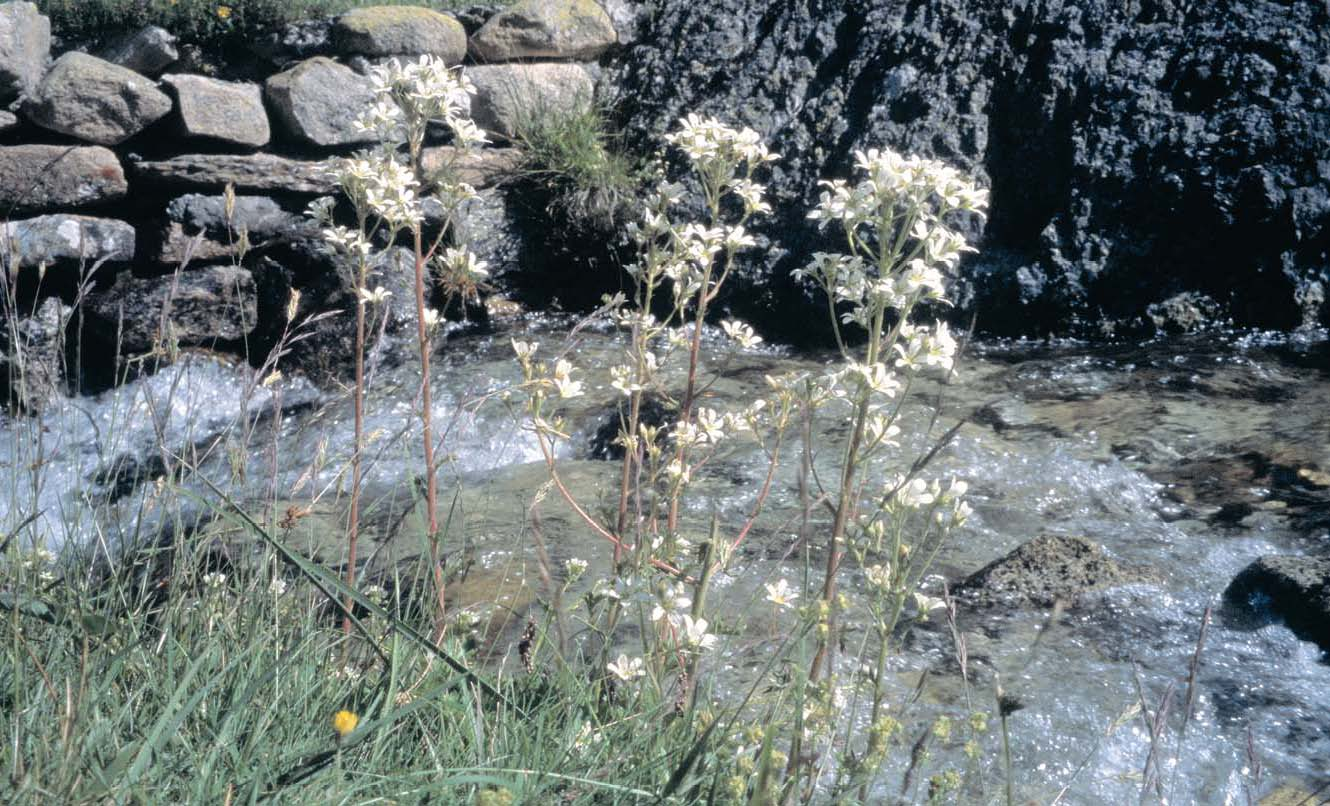
Saxifrage aquatique
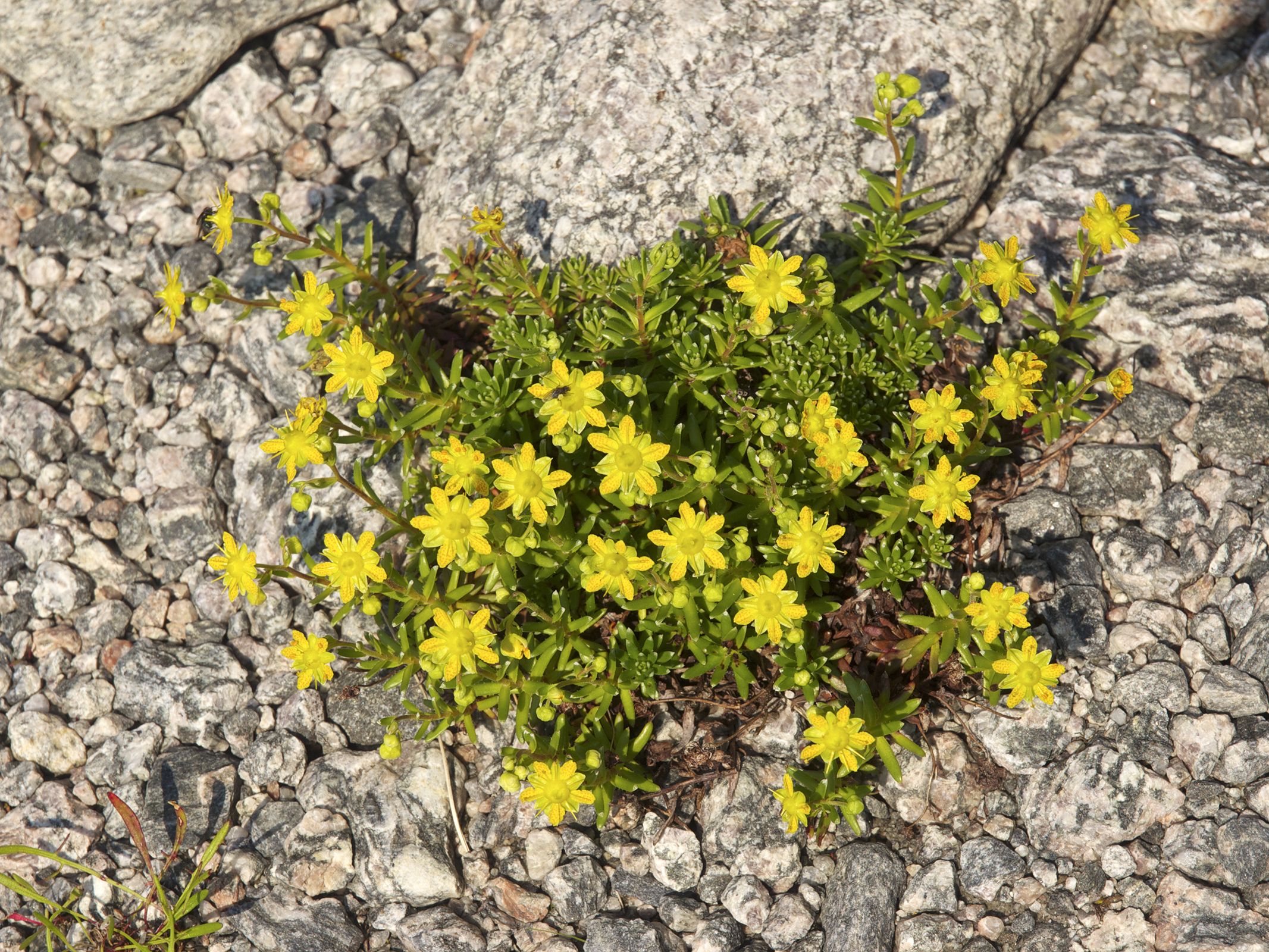
Saxifrage faux-aizoon
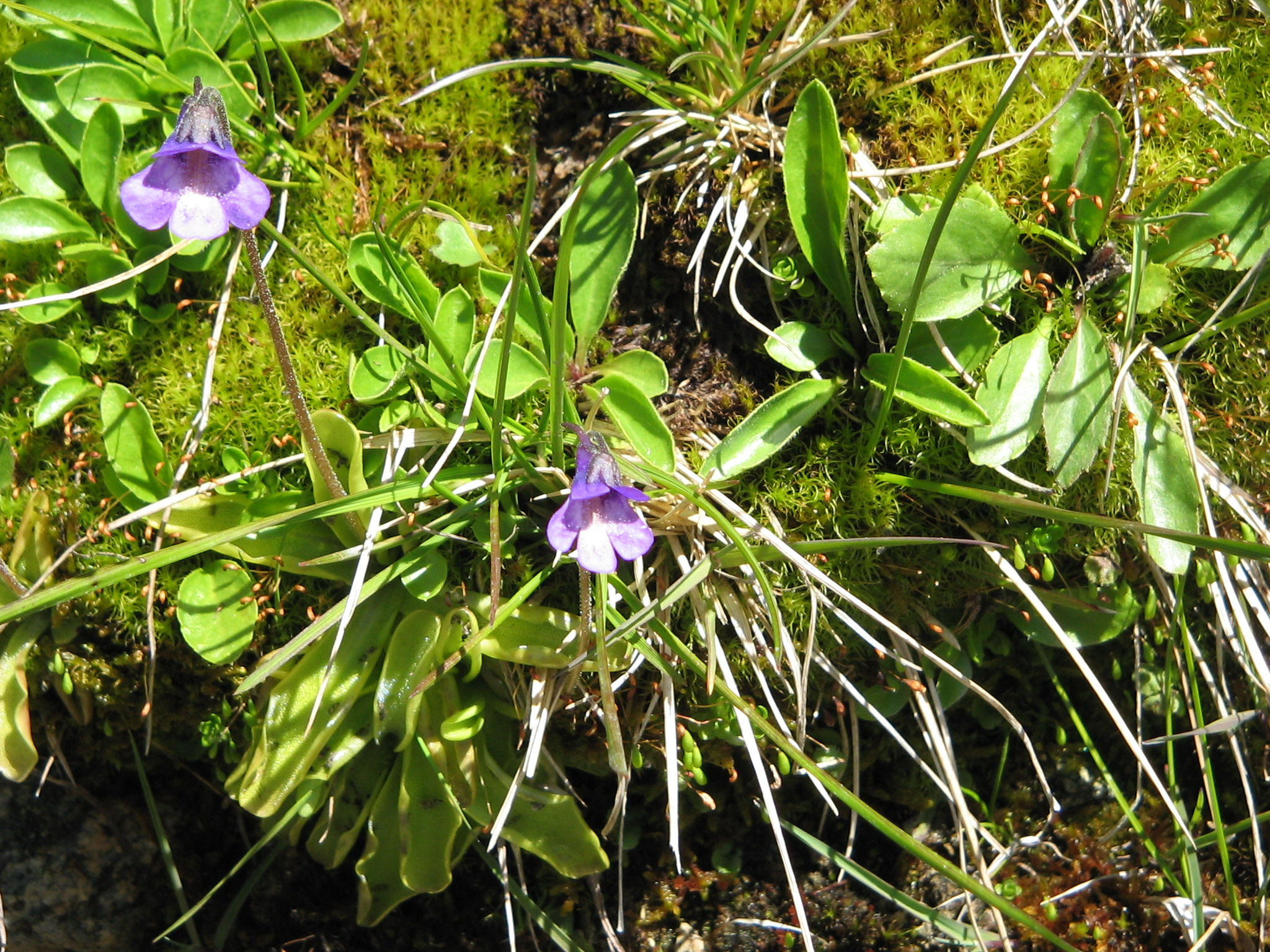
Grassette

Des plantes patrimoniales sont présentes comme la Potentille arborescente, l'Adonis des Pyrénées ou le Jonc des Pyrénées.

### Faune
Dans les mammifères, on compte le Cerf, l'Isard, le Mouflon, le Chevreuil, le Renard, la Martre et la Marmotte.
L'avifaune compte 82 espèces nicheuses. On y trouve le Tichodrome échelette, le Crave à bec rouge, la Mésange noire, la Mésange huppée, l'Aigle royal, le Circaète Jean-le-Blanc, le Hibou grand-duc.
Pour les invertébrés, on trouve le Petit et le Grand Apollon.

## Géologie
La vallée d'Eyne est riche en roches datant du Miocène : gneiss, micaschistes, quartz et marbres.

## Administration, plan de gestion, règlement
La réserve naturelle est gérée grâce à la Fédération des Réserves Naturelles Catalanes par son conservateur et son technicien et grâce à la Mairie d'Eyne.

### Outils et statut juridique
La réserve naturelle a été créée par un décret du 18 mars 1993. Elle est régie, comme toutes les réserves naturelles françaises, par différentes règlementations:
- les chiens sont interdits même en laisse: quelle que soit leur race, les chiens gardent leur instinct de prédation et peuvent faire peur à la faune (principalement les micro-mammifères) ou les attaquer, ce qui peut les tuer (crise cardiaque par stress, chute d'une falaise, etc.)
- les rejets des déchets sont interdits: ils polluent l'environnement et peuvent devenir des pièges mortels pour certains animaux. En effet, ils mettent beaucoup de temps à se dégrader ; ils peuvent être mangés par les animaux ou pour les plus petits d'entre eux (campagnols, mulots, etc.) les tuer en les prenant au piège.
- tout prélèvement est interdit : qu'il s'agisse d'une plante, un fruit, un champignon, une pierre, un tout ou partie d'animal (plume, os, etc.), aucun élément ne peut être retiré de la réserve. En effet, chaque élément de la réserve est un élément de la biodiversité permettant de conserver l'équilibre fragile des écosystèmes de cette réserve.
- la création de feu  est interdit : les foyers peuvent se répandre dans toute la réserve ainsi qu'à ses alentours. Les feux détruisent la flore et la faune tout en appauvrissant les sols en profondeur.
- le camping est interdit : seul le bivouac est toléré entre le coucher et le lever du soleil et près des sentiers ou des refuges. En effet, le camping piétine à long terme la flore et dérange la faune.
- la circulation en véhicule à moteur est interdite: ces véhicules polluent l'environnement, effrayent la faune par leur bruit et piétinent la flore.

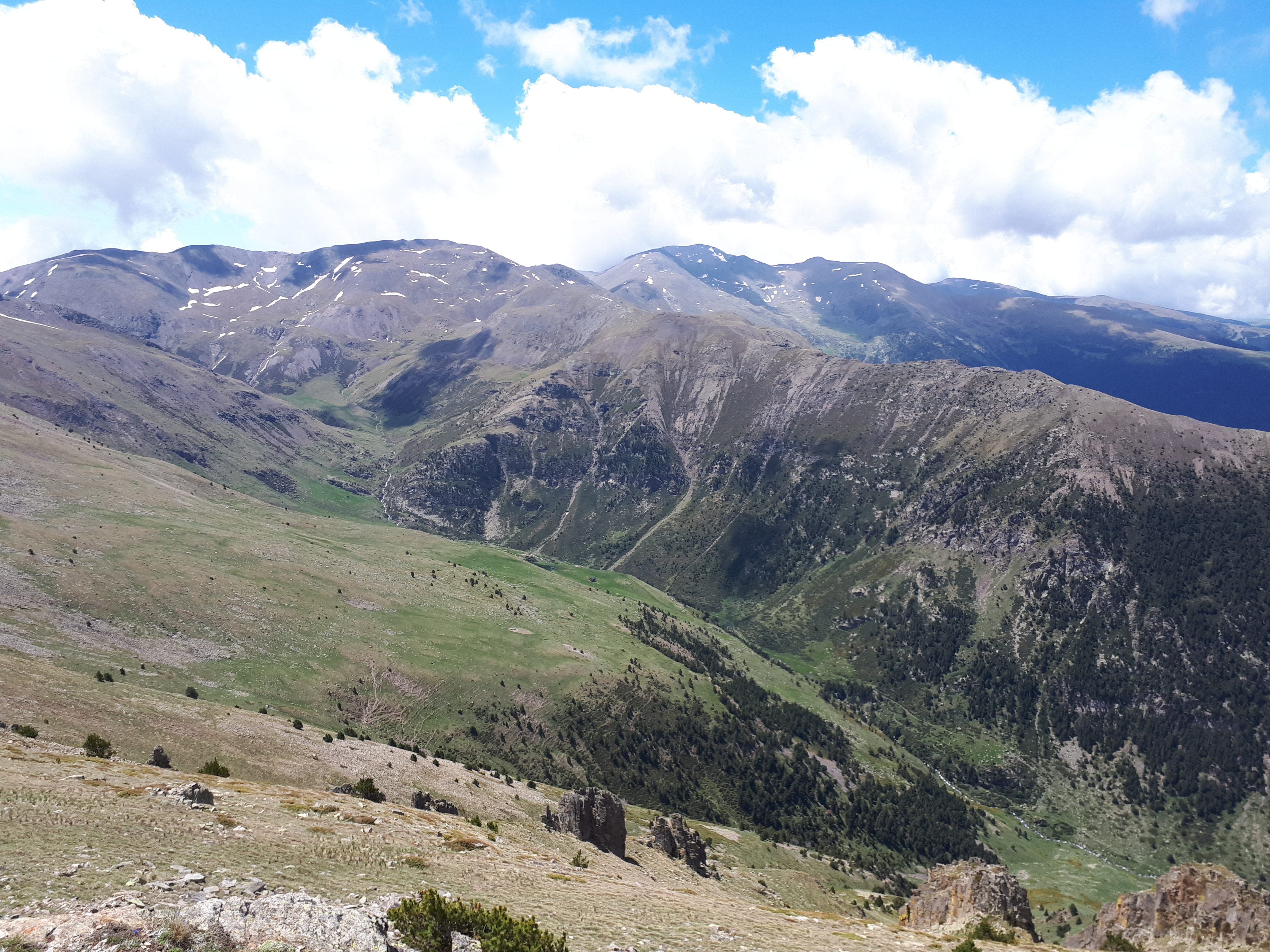
La réserve naturelle nationale de la vallée d'Eyne, vue depuis la crête de Cambra d'Ase
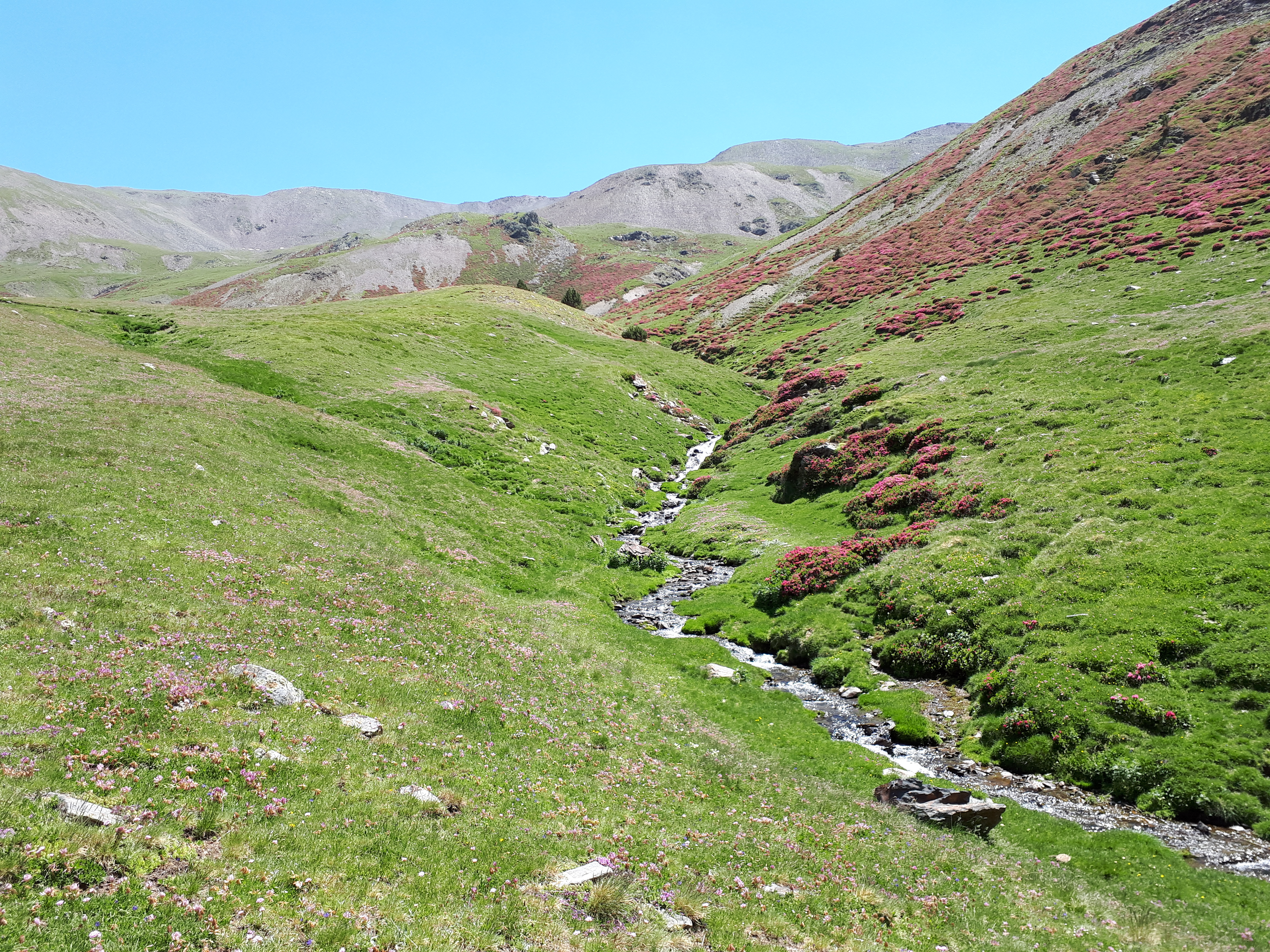
Dans la partie supérieure de la Réserve naturelle nationale de la vallée d'Eyne, début juillet